# Резински район
Резински район е район в източната част на Молдова с административен център Резина. Градът е разположен на западния бряг на река Днестър. Площта му е 621 квадратни километра, а населението – 42 486 души (по преброяване от май 2014 г.).